# Bahndammgelände Krusenbusch
Das Bahndammgelände Krusenbusch ist ein Naturschutzgebiet in der niedersächsischen Stadt Oldenburg.
Das Naturschutzgebiet mit dem Kennzeichen NSG WE 230 ist 53 Hektar groß. Es liegt im Oldenburger Stadtteil Krusenbusch westlich der Bahnstrecke Oldenburg–Osnabrück auf einem seit 1977 ungenutzten Rangierbahnhof, der sich auf einem aufgeschütteten Bahndammgelände befindet. Das Gelände erstreckt sich auf einer Länge von über 3500 Metern in etwa von der Autobahnbrücke der A 28 im Norden bis zum Sprungweg im Süden. An seiner breitesten Stelle ist es rund 200 Meter breit. Auf den sandigen Standorten kommen u. a. Magerrasen, Ruderalfluren und Laubgebüsche vor, auf kalkreichen Aufschüttungen halbruderale Gras- und Staudenfluren.
Teile des Gebietes werden landwirtschaftlich durch Beweidung und Mahd genutzt.
Das Gebiet steht seit dem 14. Mai 1998 unter Naturschutz. Zuständige untere Naturschutzbehörde ist die Stadt Oldenburg.